# Művészeti versenyek az 1932. évi nyári olimpiai játékokon
Az 1932. évi nyári olimpiai játékokon kilenc művészeti versenyt rendeztek.

## Éremtáblázat
(Magyarország és a rendező ország csapata eltérő háttérszínnel, az egyes számoszlopok legmagasabb értéke, vagy értékei vastagítással kiemelve.)
| Az 1932. évi nyári olimpiai játékok éremtáblázata művészeti versenyeken | Az 1932. évi nyári olimpiai játékok éremtáblázata művészeti versenyeken | Az 1932. évi nyári olimpiai játékok éremtáblázata művészeti versenyeken | Az 1932. évi nyári olimpiai játékok éremtáblázata művészeti versenyeken | Az 1932. évi nyári olimpiai játékok éremtáblázata művészeti versenyeken | Olimpia  |
| ----------------------------------------------------------------------- | ----------------------------------------------------------------------- | ----------------------------------------------------------------------- | ----------------------------------------------------------------------- | ----------------------------------------------------------------------- | -------- |
|                                                                         | Ország                                                                  | Arany                                                                   | Ezüst                                                                   | Bronz                                                                   | Összesen |
| 1.                                                                      | Egyesült Államok (USA)                                                  | 3                                                                       | 4                                                                       | 0                                                                       | 7        |
| 2.                                                                      | Lengyelország (POL)                                                     | 1                                                                       | 1                                                                       | 0                                                                       | 2        |
| 3.                                                                      | Németország (GER)                                                       | 1                                                                       | 0                                                                       | 2                                                                       | 3        |
| 4.                                                                      | Franciaország (FRA)                                                     | 1                                                                       | 0                                                                       | 0                                                                       | 1        |
| 4.                                                                      | Nagy-Britannia (GBR)                                                    | 1                                                                       | 0                                                                       | 0                                                                       | 1        |
| 4.                                                                      | Svédország (SWE)                                                        | 1                                                                       | 0                                                                       | 0                                                                       | 1        |
|                                                                         |                                                                         |                                                                         |                                                                         |                                                                         |          |
| 7.                                                                      | Dánia (DEN)                                                             | 0                                                                       | 2                                                                       | 0                                                                       | 2        |
| 8.                                                                      | Csehszlovákia (TCH)                                                     | 0                                                                       | 1                                                                       | 1                                                                       | 2        |
| 9.                                                                      | Magyarország (HUN)                                                      | 0                                                                       | 1                                                                       | 0                                                                       | 1        |
|                                                                         |                                                                         |                                                                         |                                                                         |                                                                         |          |
| 10.                                                                     | Belgium (BEL)                                                           | 0                                                                       | 0                                                                       | 1                                                                       | 1        |
| 10.                                                                     | Hollandia (NED)                                                         | 0                                                                       | 0                                                                       | 1                                                                       | 1        |
| 10.                                                                     | Kanada (CAN)                                                            | 0                                                                       | 0                                                                       | 1                                                                       | 1        |
|                                                                         |                                                                         |                                                                         |                                                                         |                                                                         |          |
| Összesen                                                                | Összesen                                                                | 8                                                                       | 9                                                                       | 6                                                                       | 23       |

## Érmesek
| Az 1932. évi nyári olimpiai játékok érmesei a művészeti versenyeken | |                                              |                                      |
| Versenyszám                                                         | Arany | Ezüst                                        | Bronz                                |
| Irodalom                                                            | Paul Bauer · Németország (GER) · "Harc a Himalájáért"                                                                                            | Josef Petersen · Dánia (DEN)                 | Nem adták ki                         |
| Szobrászat                                                          | |                                              |                                      |
| Szobrok                                                             | Mahonri Young · Egyesült Államok (USA) · "Kiütés"                                                                                                | Manno Miltiades · Magyarország (HUN)         | Jakob Obravsky · Csehszlovákia (TCH) |
| Körplasztika                                                        | Józef Klukowski · Lengyelország (POL) · "Sportdombormű"                                                                                          | Frederick McMonnies · Egyesült Államok (USA) | Tait McKenzie · Kanada (CAN)         |
| Festészet                                                           | |                                              |                                      |
| Olajfestmények                                                      | David Wallin · Svédország (SWE) · "Az araldi tengerparton"                                                                                       | Ruth Miller · Egyesült Államok (USA)         | Nem adták ki                         |
| Vízfestmények és rajzok                                             | Lee Blair · Egyesült Államok (USA) · "Lovasjáték"                                                                                                | Percy Crosby · Egyesült Államok (USA)        | Gerard Westermann · Hollandia (NED)  |
| Grafikák                                                            | Joseph Webster Golinkin · Egyesült Államok (USA) · "Lábolló"                                                                                     | Janina Konarska · Lengyelország (POL)        | Joachim Karsch · Németország (GER)   |
| Építészet                                                           | |                                              |                                      |
| Építészeti tervek                                                   | John Hughes · Nagy-Britannia (GBR) · "Stadionnal összekötött sport- és üdülőpark Liverpoolban"                                                   | Jens Houmoller-Klemmensen · Dánia (DEN)      | André Verbeke · Belgium (BEL)        |
| Városépítészet                                                      | Gustave Saacke · Franciaország (FRA) · Pierre Bailly · Franciaország (FRA) · Pierre Montenot · Franciaország (FRA) · "Cirkusz a bikaviadalokhoz" | John Pope · Egyesült Államok (USA)           | Richard Konwiarz · Németország (GER) |
| Zene                                                                | Nem adták ki | Josef Suk · Csehszlovákia (TCH)              | Nem adták ki                         |